# Pinacia gigantalis
Pinacia gigantalis är en fjärilsart som beskrevs av George Francis Hampson. Pinacia gigantalis ingår i släktet Pinacia och familjen nattflyn. Inga underarter finns listade i Catalogue of Life.